# Grzegorz Sobut
Grzegorz Sobut (ur. 12 marca 1983 w Kozienicach) – polski piłkarz ręczny, rozgrywający, od 2018 zawodnik Piotrkowianina Piotrków Trybunalski.

## Kariera sportowa
Początkowo był zawodnikiem pierwszoligowego Eltastu Radom. W latach 2003–2004 występował w AZS-ie Politechnice Radomskiej.
W latach 2005–2015 występował w Stali Mielec. Z mieleckim klubem trzykrotnie wywalczył awans do Ekstraklasy, każdorazowo będąc najlepszym strzelcem swojego zespołu i czołowym I ligi – w sezonie 2005/2006 rzucił 164 bramki, w sezonie 2007/2008 – 174, a w sezonie 2009/2010 – 174 (został królem strzelców). W barwach Stali Mielec przez siedem sezonów występował w Ekstraklasie/Superlidze. W tym czasie rozegrał w najwyższej klasie rozgrywkowej 202 mecze, w których zdobył 825 goli. W sezonie 2010/2011, w którym wystąpił w 33 spotkaniach i rzucił 201 bramek, został królem strzelców Superligi. W sezonie 2011/2012, w którym rozegrał 31 meczów i zdobył 122 gole, wywalczył brązowy medal mistrzostw Polski. Będąc graczem Stali, występował także w europejskich pucharach – w Challenge Cup rozegrał w sezonie 2011/2012 dwa mecze i rzucił osiem bramek, zaś w Pucharze EHF zanotował w sezonie 2012/2013 cztery występy, w których zdobył trzy gole.
W latach 2015–2017 występował w Chrobrym Głogów. W sezonie 2017/2018 był zawodnikiem KSZO Ostrowiec Świętokrzyski, w którego barwach rozegrał w I lidze 28 meczów i zdobył 150 goli. W 2018 przeszedł do Piotrkowianina Piotrków Trybunalski. W sezonie 2018/2019 rozegrał 26 spotkań i rzucił 79 bramek. 13 marca 2019 w przegranym meczu z MMTS-em Kwidzyn (28:33) zdobył swojego 1000 gola w najwyższej polskiej klasie rozgrywkowej.

## Sukcesy
Stal Mielec
- 3. miejsce w Superlidze: 2011/2012

Indywidualne
- Król strzelców Superligi: 2010/2011 (201 bramek; Stal Mielec)[5]
- Król strzelców I ligi: 2009/2010 (174 bramki; Stal Mielec)
- Uczestnik meczu gwiazd Ekstraklasy: 2008/2009 (Stal Mielec)[10]